# Roland Bonaparte

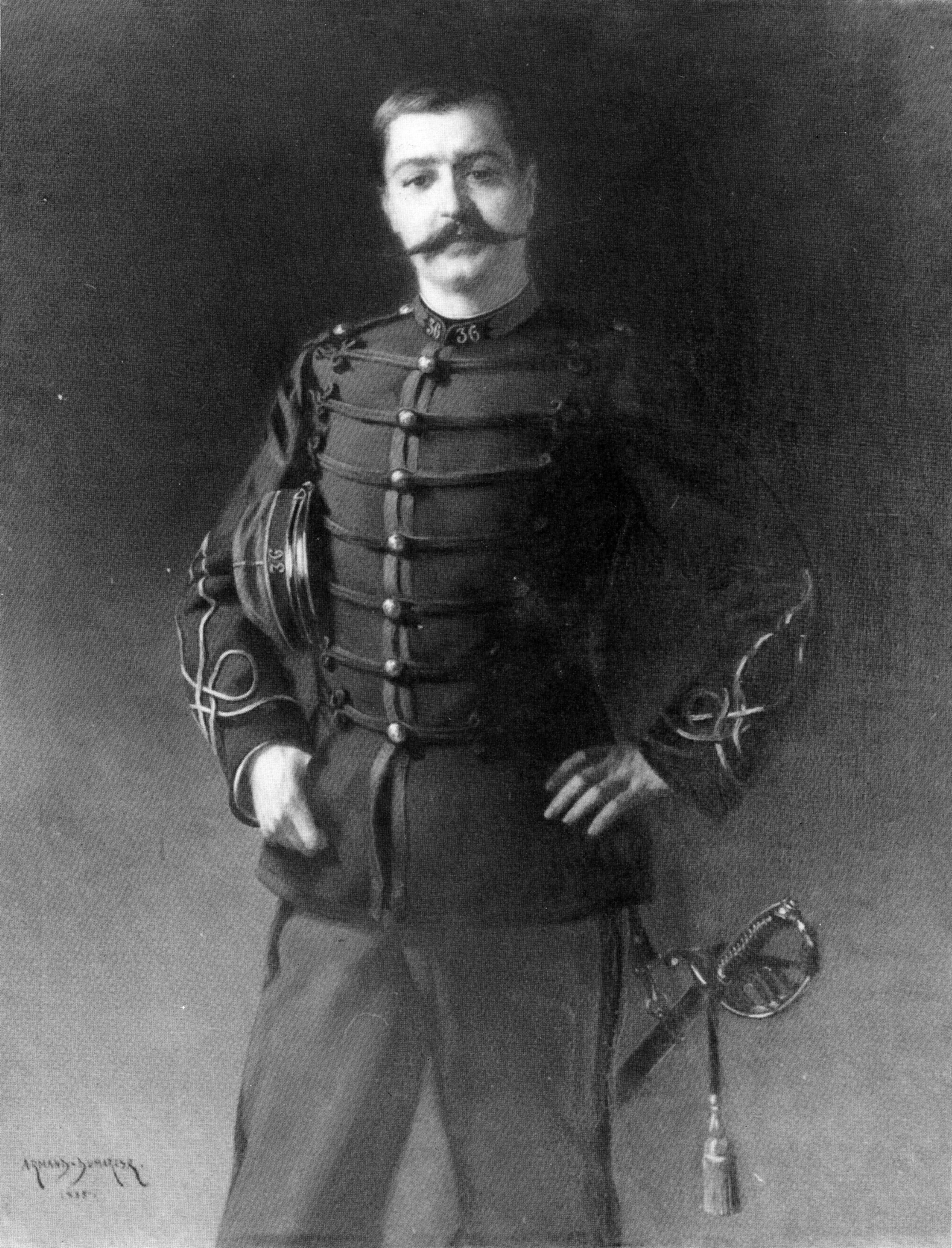
Roland-Napoléon Bonaparte

Roland-Napoléon Bonaparte, 6. Principe di Canino e Musignano (* 19. Mai 1858 in Paris; † 14. April 1924 ebenda) war ein Mitglied des Hauses Bonaparte sowie ein  französischer Wissenschaftler, Anthropologe und Schriftsteller.

## Leben
Roland-Napoléon war der vierte Sohn unter zehn Kindern von Pierre Napoléon Bonaparte (1815–1881) und dessen Ehefrau Éléonore-Justine Ruflin (1832–1905). Seine Großeltern väterlicherseits waren Lucien Bonaparte, jüngerer Bruder von Napoléon, und seine zweite Ehefrau Alexandrine Laurence de Bleschamp. Roland-Napoleon Bonaparte war Absolvent der Militärschule Saint-Cyr. 
Am 18. November 1880 heiratete Roland-Napoléon Bonaparte in Paris Marie-Félix Blanc (1859–1882), Tochter des reichen Finanziers und Spielkasinobesitzers François Blanc und Marie Charlotte Hensel. Aus der Ehe, die allen Berichten zufolge glücklich verlief, ging eine Tochter hervor: Marie (1882–1962), Psychoanalytikerin ⚭ 1907 Prinz Georg von Griechenland (1869–1957).
Seine Frau Marie-Félix starb kurz nach der Entbindung an Schwindsucht und hinterließ ihm ein großes Vermögen. Roland Bonaparte finanzierte eine Vielzahl von Expeditionen nach Afrika, Asien und Amerika. In seiner Pariser Villa in der Avenue d'Iéna n° 10 unterhielt er eine riesige Sammlung wissenschaftlicher Proben, darunter das umfangreichste Herbarium der Welt. Diese Sammlung stiftete er der Société de Géographie, deren Präsident er bis zu seinem Tod war. 1919 war er Präsident der Société botanique de France.

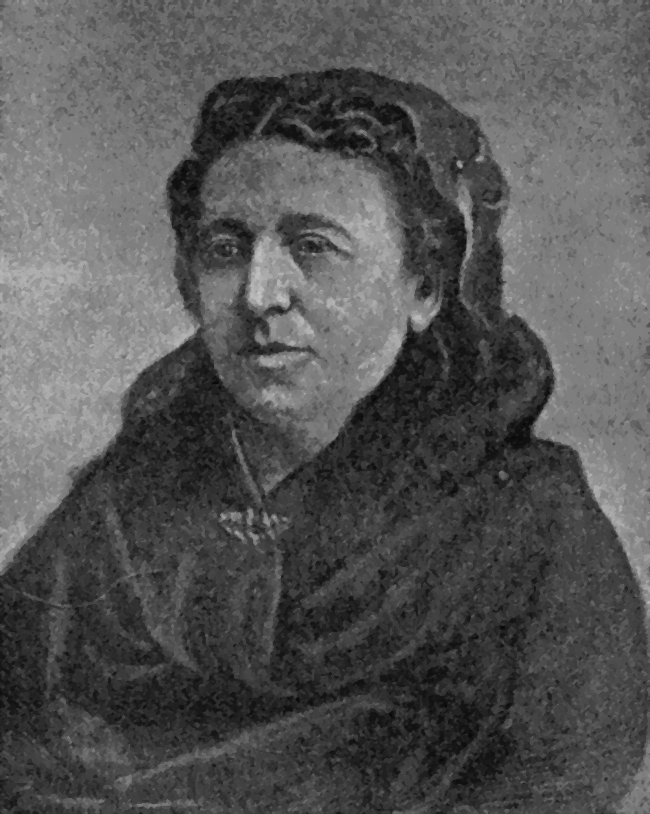
Mutter: Éléonore-Justine Ruflin
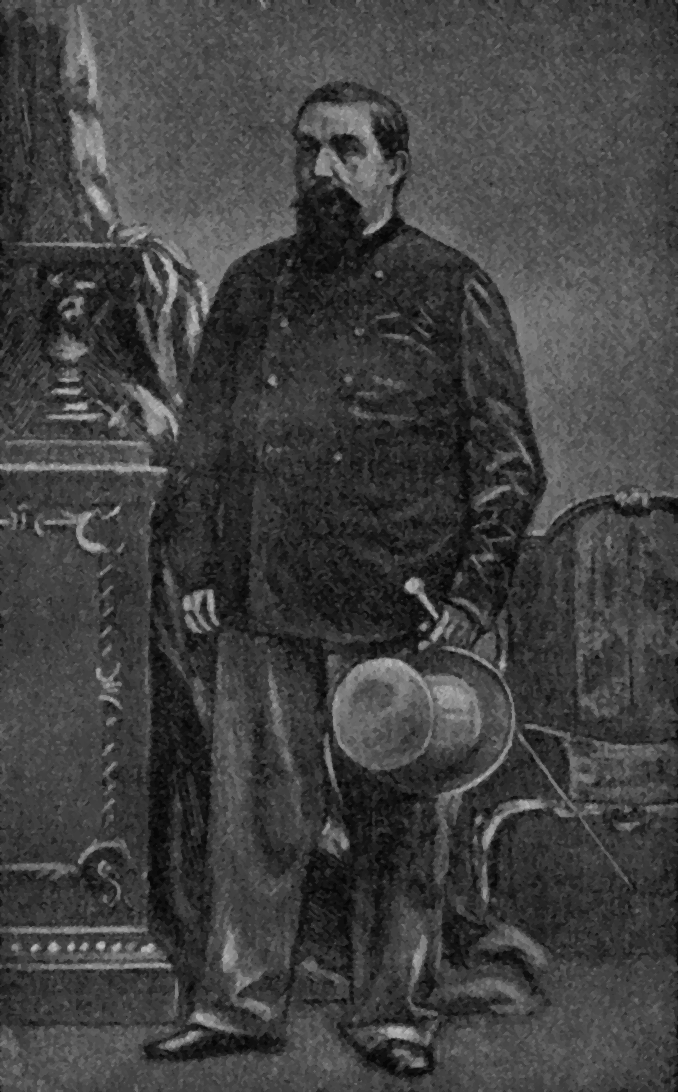
Vater: Pierre Napoleon Bonaparte
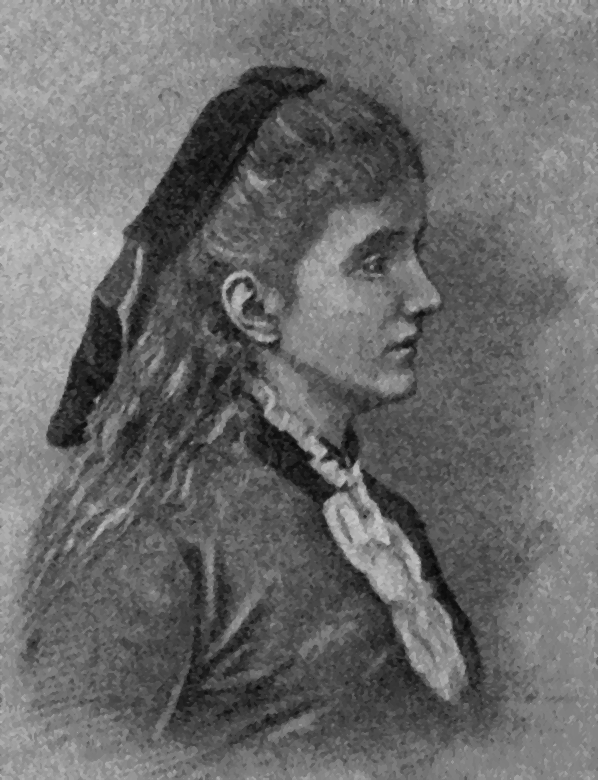
1. Ehefrau: Marie-Félix Blanc
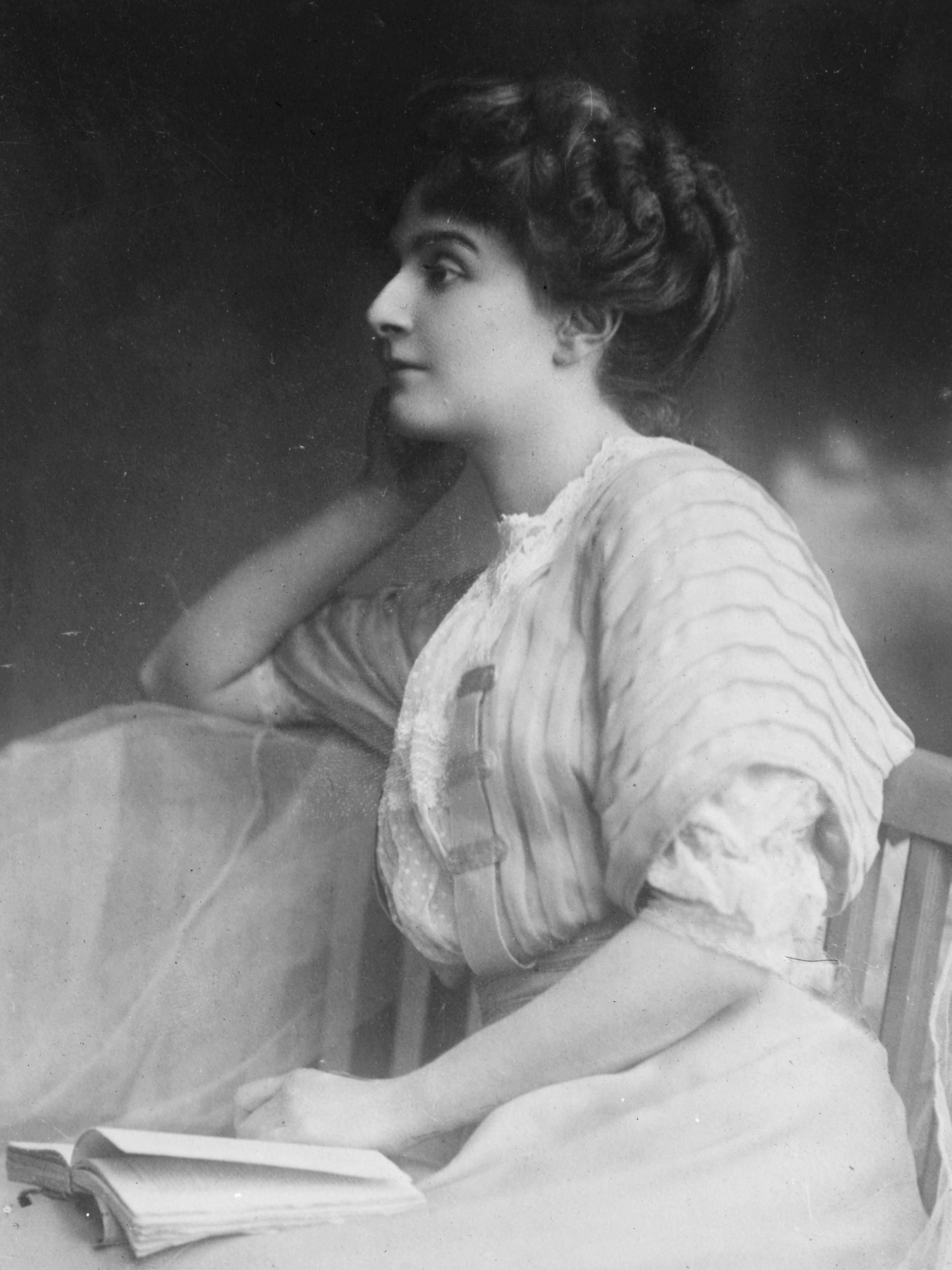
Tochter: Marie Bonaparte, Prinzessin von Griechenland

## Werke (Auswahl)
- 1884 Les Habitants de Suriname, notes recueillies à l'Exposition coloniale d'Amsterdam en 1883
- 1885 Les Derniers voyages des Néerlandais à la Nouvelle-Guinée
- 1890 Le Premier établissement des Néerlandais à Maurice
- 1891 Une Excursion en Corse

## Titel und Auszeichnungen
- Officier de la Légion d'honneur
- 1895 Mitglied der American Philosophical Society[1]
- 1910–1924 Präsident der Société de Géographie
- 1919 Mitglied der Académie des sciences
- 1922–1924 Präsident der Internationalen Geographischen Union
- Der britische Polarforscher Ernest Shackleton benannte nach ihm den Mount Bonaparte, einen Berg im Transantarktischen Gebirge
- Der französische Polarforscher Jean-Baptiste Charcot benannte den Bonaparte Point nach ihm, eine Landspitze auf der westantarktischen Anvers-Insel